# Llista de monuments de la província de Tarragona
Llista de monuments de la província de Tarragona inclosos en l'Inventari del Patrimoni Arquitectònic Català. Inclou els inscrits en el Registre de Béns Culturals d'Interès Nacional (BCIN) amb una classificació arquitectònica, els Béns Culturals d'Interès Local (BCIL) immobles i la resta de béns arquitectònics integrants del patrimoni cultural català.
L'any 2009, la província de Tarragona tenia 418 béns culturals d'interès nacional, entre ells 353 monuments històrics, 11 conjunts històrics, 1 lloc històric i 1 jardí històric, a més de les zones arqueològiques i paleontològiques.
Són Patrimoni de la Humanitat onze monuments arquitectònics i arqueològics romans que formen part del conjunt arqueològic de Tàrraco, i el Monestir de Poblet.

Província de Tarragona

Les llistes estan dividides per comarques, desglossades en llistes municipals en els casos més estesos:
- Llista de monuments de l'Alt Camp
- Llista de monuments del Baix Camp
- Llista de monuments del Baix Ebre
- Llista de monuments del Baix Penedès
- Llista de monuments de la Conca de Barberà
- Llista de monuments del Montsià
- Llista de monuments del Priorat
- Llista de monuments de la Ribera d'Ebre
- Llista de monuments del Tarragonès
- Llista de monuments de la Terra Alta

Per àmbits funcionals territorials, la província està desglossada en:
- Llista de monuments del Camp de Tarragona
- Llista de monuments de les Terres de l'Ebre

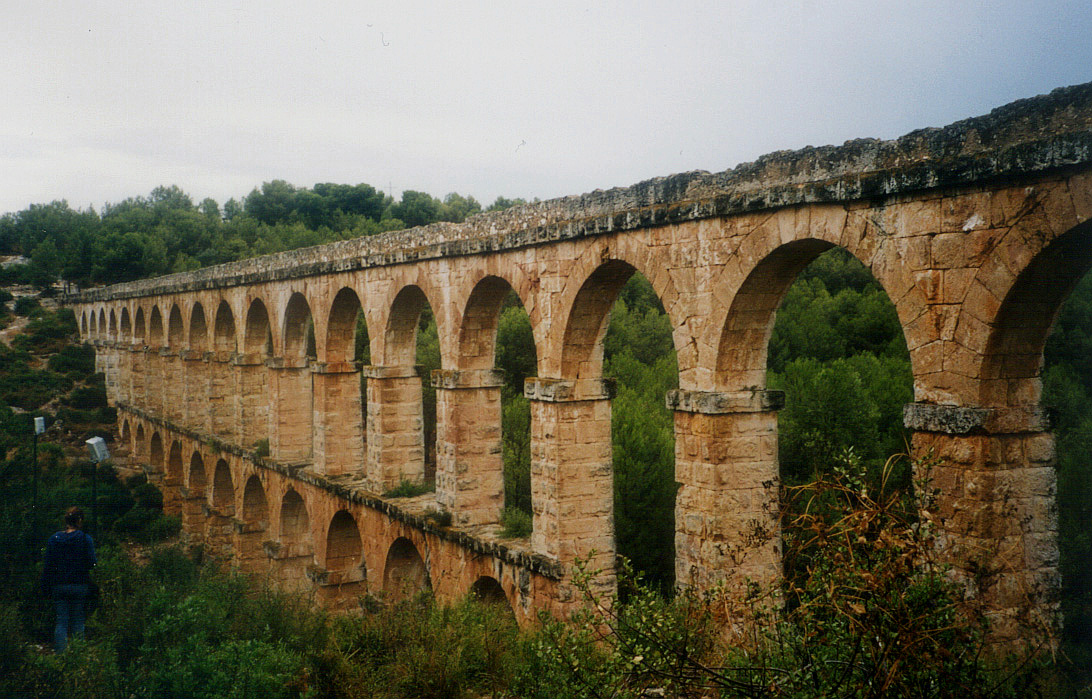
Aqüeducte de les Ferreres
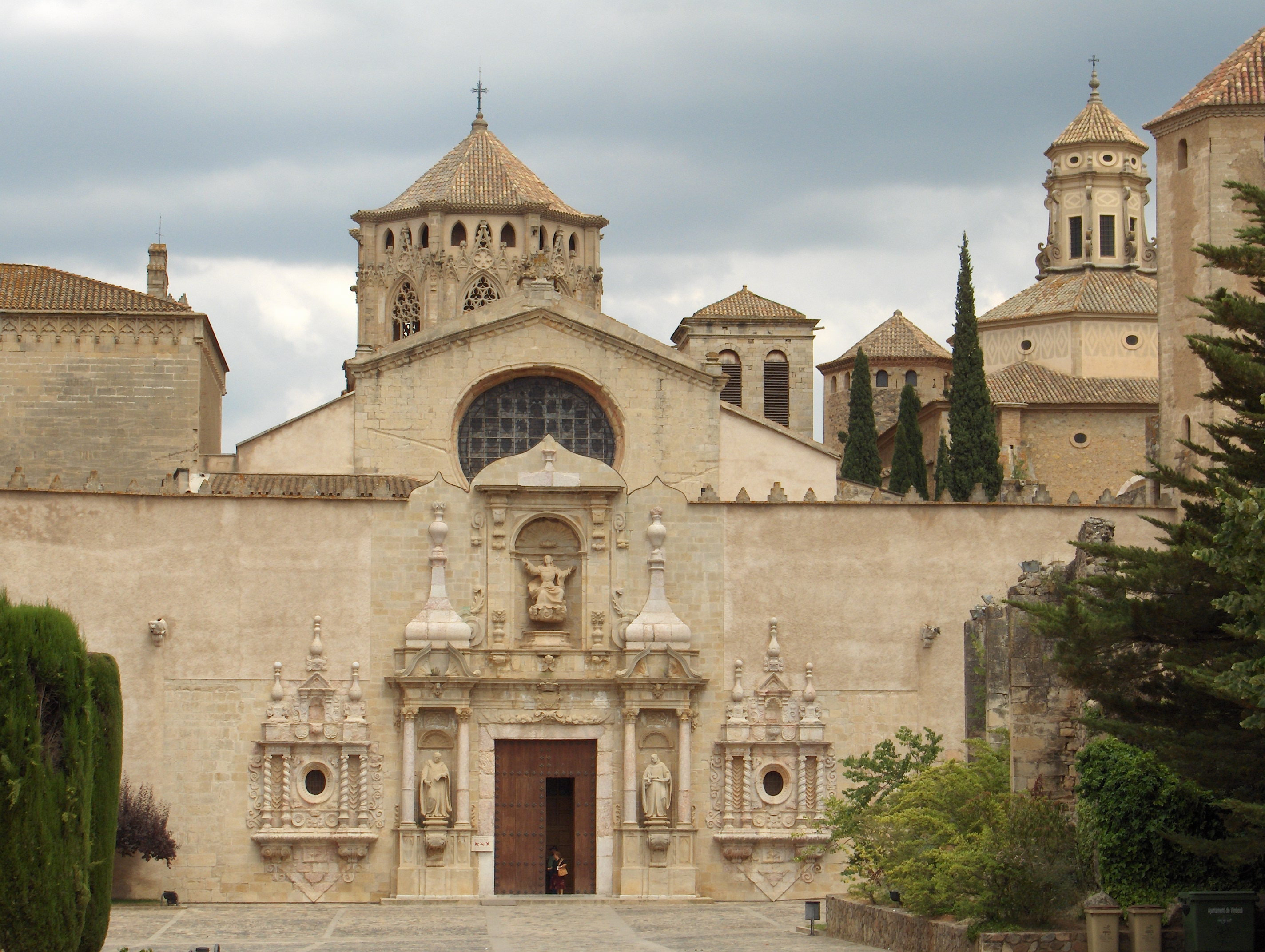
Monestir de Poblet
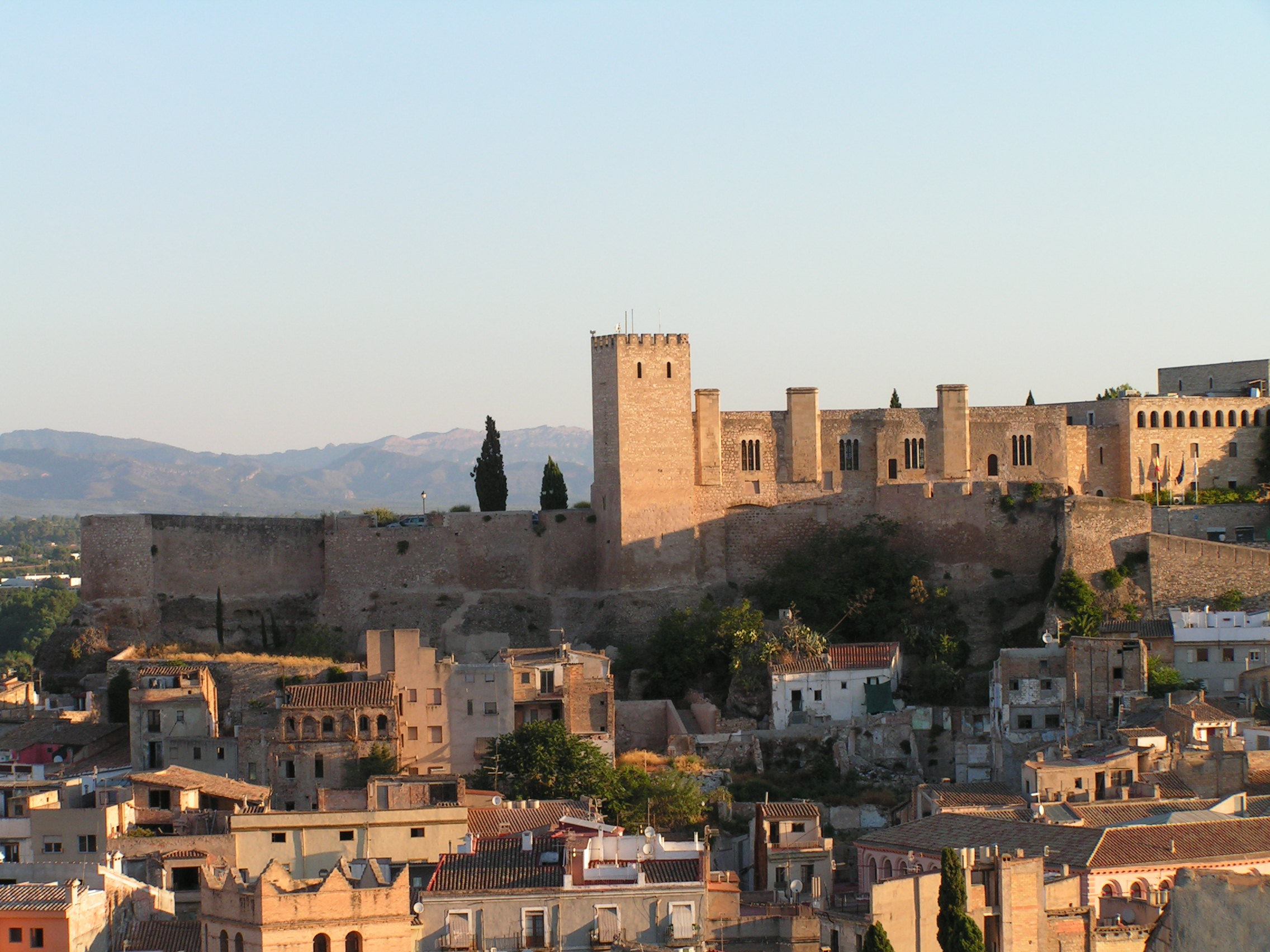
Suda de Tortosa
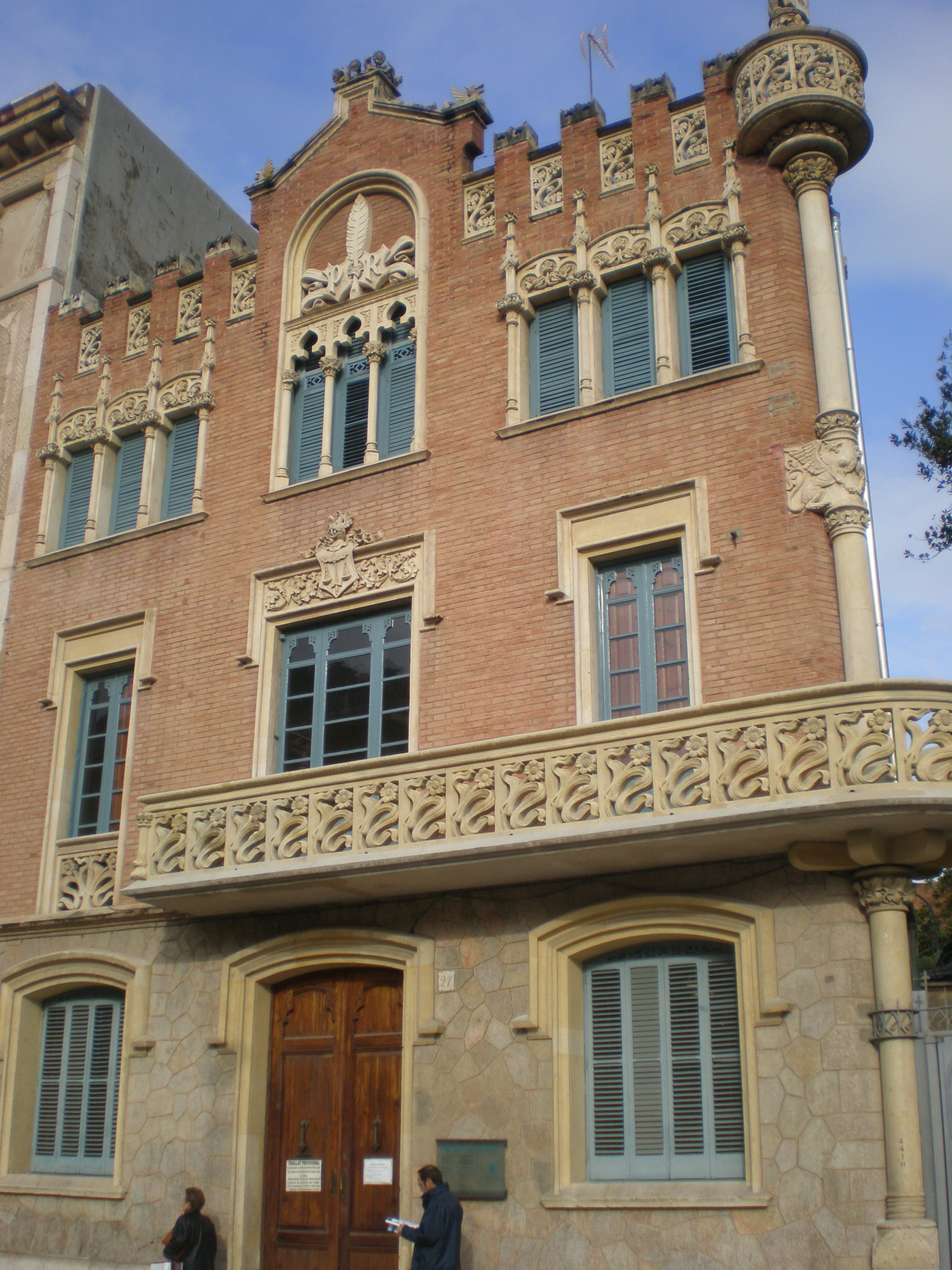
Casa Rull (Reus)